# Homaemota basalis
Homaemota basalis är en skalbaggsart som beskrevs av Francis Polkinghorne Pascoe 1865. Homaemota basalis ingår i släktet Homaemota och familjen långhorningar. Inga underarter finns listade i Catalogue of Life.